# にいがた青年ユニオン
にいがた青年ユニオン（にいがたせいねんユニオン）は、新潟県の青年が運営する労働組合である。パートタイマー・アルバイト・フリーター・派遣社員・正社員など雇用形態を問わず加入できる。

## 概要
にいがた青年ユニオンは、2008年6月22日に信越地方で初めて結成された地域労働組合である。発足当初は対象を若者に絞っていたが、自治労連東京公務公共一般労働組合の青年部である首都圏青年ユニオンとは異なり、全年齢を対象としている。
結成時は15名だったが、リーマン・ショックに端を発した派遣切りで注目され、組合員数が大幅に増えた。労働相談だけではなく、就職活動のサポートや生活保護申請の同行、住居の確保といった生活相談やメンタル不全から自殺願望を持つ人の相談を行っていることが特徴である。
2012年10月には新潟市に対して「国民健康保険一部負担金の減免制度に関する質問状」を提出したり、生活保護受給者らが会見を行い、生活保護基準の切り下げに抗議する声明文を安倍晋三内閣総理大臣宛に郵送するといったように、福祉関連の活動にも力点が置かれている。
2012年8月時点では、組合員は約50名とされている。

## 組織
- 組合員の範囲はすべての労働者。
- 組合費：大会ごとに定める。
- 本部所在地：新潟県新発田市大伝312-4
- 大会：組合の最高議決機関。支部で選出された代議員で構成。
- 執行委員会：執行機関。執行委員長・副執行委員長・書記長・書記次長・会計・執行委員で構成。執行委員長が招集する。
- 支部代表者会議：補助機関。執行委員と支部から選出された者で構成。執行委員長が招集する。